# Nicolas Moreau (chef d'entreprise)
Pour les articles homonymes, voir Nicolas Moreau et Moreau.
Nicolas Moreau est un chef d'entreprise français, né le 8 mai 1965 à Neuilly-sur-Seine.

## Biographie

### Enfance et formation
Il est diplômé de l'École polytechnique.

### Carrière
En 1991, il entre dans le Groupe Axa en qualité de Vice-Président de la Direction Financière.
En avril 2002 : il est nommé Directeur Général d'AXA Investment Managers et en devient Président du Conseil d'Administration à la suite de sa nomination en qualité de directeur général groupe d'AXA UK.
De 2006 à 2010, il est directeur général d'AXA UK et est nommé au Conseil Exécutif d’AXA UK en juillet 2006.
Entre octobre 2010 et juin 2016, il prend la tête d'AXA France,.
De 2012 à 2016 : il est aussi chargé de la supervision d’AXA Assistance et d’AXA Global Direct.
Il prend la tête de la filiale de gestion d'actifs de Deutsche Bank en octobre 2016 et est membre du comité d'administration.

## Décoration
- Chevalier de l'ordre national du Mérite[10].